# Трантін Кирило Віталійович
Кири́ло Віта́лійович Тра́нтін (20 травня 1972) — український природозахисник, генеральний директор Київського зоопарку, Заслужений природоохоронець України (2020).

## Життєпис
Кирило Трантін з 2001 року по 2009 рік працював у Київському зоологічному парку на посадах: фахівець з маркетингу та реклами, начальник відділу маркетингу та реклами, заступник генерального директора.
Займав активну позицію щодо збереження та розвитку зоопарківської природоохоронної справи. 15 жовтня 2009 на відкритій прес-конференції в агенції «Interfax» Кирило Трантіним було дано офійний старт громадському руху спротиву знищенню Київського зоопарку - «Helpzoo». За що вже наступного дня був звільнений із Київського зоопарку.
2009 року разом із зоозахисниками Кирило Трантін організував та очолив громадський рух «Helpzoo [Архівовано 27 березня 2022 у Wayback Machine.]», метою якого було порятунок зоологічного парку, що планувався до знищення та подальшої забудови житловими будинками. Після активної діяльності в рамках руху він був рекомендований зоозахисними організаціями на посаду генерального директора Київського зоопарку, на яку і був призначений 1 жовтня 2014 за Розпорядженням мера Києва В. Кличка. Його кандидатуру підтримали зоозахисники та більшість колишніх співробітників. 

##### Результати діяльності на посаді директораКиївського зоопарку
1. Протягом першого року роботи погашено понад 10 млн. грн. боргів [Архівовано 8 травня 2018 у Wayback Machine.], що накопичувались більше 5 років[4] [5] [6];
2. Презентовано проект повної реконструкції зоологічного парку [Архівовано 16 вересня 2019 у Wayback Machine.];
3. Впроваджено систему електронного квитка [Архівовано 29 квітня 2017 у Wayback Machine.], продажу квитків онлайн [Архівовано 12 липня 2021 у Wayback Machine.] через мережу Інтернет[7] [8] [9] [10] [11] [12];
4. Київський зоопарк першим серед комунальних підприємств переведено усі закупівлі у систему ProZorro;
5. Отримано членство в Species360 – Міжнародній Інформаційній системі видів тварин[13] [14];
6. Завдяки діяльності нового директора у 2016 році Київський зоопарк став кандидатом на включення до Європейської асоціації зоопарків та акваріумів (EAZA)[15], з якої був виключений у 2007 році[16] [17] [18] [19];
7. Сформовано нові цілі [Архівовано 11 серпня 2020 у Wayback Machine.] Київського зоопарку, серед яких, окрім природоохоронної та рекреаційної, особлива увага приділяється науково-дослідницькій, освітній та виховній сфері.

Так відновлено науково-дослідну діяльність з дослідження фауни Чорнобильського радіаційного заповідника . Досліджують тварин завдяки дронам та фото пасткам, ведуть протоколи спостережень за поведінкою та роблять лабораторні дослідження зразків. В рамках Програми з вивчення популяції коня Пржевальського Київського зоологічного парку було виявлено та досліджено більше 100 особин диких коней Пржевальського в Чорнобильській зоні, які у ХХ столітті були винищені в природі, але збережені в зоопарках    .
Відновлено інформаційно-просвітницьку роботу, забезпечено організацію численних просвітницьких заходів (екскурсій, лекцій, зоо-уроків) та участь в них. Після довгої перерви у Київського зоопарку відкрито 4 безкоштовні групи гуртка юних натуралістів [Архівовано 11 серпня 2020 у Wayback Machine.], запущено тифлозоологічні проекти «Зоопарк на дотик» та «Зоо-арт» для сліпих та слабозорих відвідувачів .
Завдяки Кирилу Трантіну Київський зоопарк проводить найактивнішу в Україні соціально-гуманітарну роботу: виїзний контактний зоопарк в дитячі лікувальні заклади, трудова реабілітація для інвалідів та зоо-терапія. Впроваджено проведення практик для студентів вищих навчальних закладів, здійснюється розробка етикетажу з достовірною інформацією про біологію та поширення видів. Вперше в Україні започатковано цикл уроків гуманної освіти для школярів м.Києва «Зоо-урок [Архівовано 11 серпня 2020 у Wayback Machine.]» , проект ZOO-УРОК «High level 2019» було подано для фінансування в Громадський бюджет міста Києва та підтримано. 
Реалізація багатьох проектів Київського зоопарку не можлива була без залучення активістів та зооволонерів [Архівовано 27 грудня 2018 у Wayback Machine.], кількість яких за час керівництва Кирила Трантіна збільшилась в 10 разів.
Для того щоб підприємство розвивалось, необхідно розвивати і його головний потенціал – співробітників. Так директором Київського зоопарку для всього персоналу парку в 2016 році було впроваджено щорічне двотижневе навчання по роботі з відвідувачами, до тренерського складу якого залучаються фахівці із інших країн Європи.
Діяльність Київського зоопарку отримала схвальні відгуки світових інформаційних агенцій.
Разом із фахівцями Європейської асоціації зоопарків та акваріумів (EAZA) розпочато глобальну реконструкцію Київського зоопарку.
У 2018 році отримав диплом з проходження курсів зі збереження зникаючих видів тварин в Durrell Conservation Academy [Архівовано 16 липня 2020 у Wayback Machine.] при Фонді охорони дикої природи імені Даррелла.
У 2020 році за ініціативи Кирила Трантіна Київський зоопарк отримав членство у Міжнародній асоціації педагогів зоопарку (IZE) [Архівовано 21 липня 2020 у Wayback Machine.]. 
27 червня 2020 року Кирило Віталійович згідно з Указом Президента України отримав державну нагороду та йому присвоєно почесне звання "Заслужений природоохоронець України".